# Longitarsus obliteratoides
Longitarsus obliteratoides é uma espécie de insetos coleópteros polífagos pertencente à família Chrysomelidae.
A autoridade científica da espécie é Gruev, tendo sido descrita no ano de 1973.
Trata-se de uma espécie presente no território português.